# Schrocken
Der Schrocken ist ein 2281 m ü. A. hoher Berg im Toten Gebirge an der Grenze von Oberösterreich und Steiermark. Der pyramidenförmige Berg entsendet nach Norden einen scharfen Grat zur Hutterer Höß. Nach Südwesten führt ein schmaler Grat zum Kaminspitz und nach Osten ein Grat über die Elmscharte zum Pyhrner Kampl. Nach Norden fällt der Schrocken 400 m mäßig geneigt über die Elmplan zum Kühboden ins Rottal ab. Nach Süden verläuft ein Hang in die Speikgrube. Nach Westen fällt der Grat steil ins Hintere Weißenbachtal ab. Er ist ein wegen seiner schönen Aussicht bekannter Gipfel, der besonders von der Hutterer Höß sowie im Zuge der Überschreitung des Mölbing- und Warscheneckkamms viel besucht wird. Am Gipfel befindet sich ein Gipfelkreuz mit Gipfelbuch. 

## Aufstieg
Markierte Anstiege:
- Weg 217 von der Hutterer Höß über den Nordgrat
- Weg 219 von der Liezener Hütte über den Hochmölbing